# Photohalbleiter
Der Begriff Photohalbleiter bezeichnet eine Gruppe verschiedenartiger lichtempfindlicher elektronischer Bauelemente auf Basis von Halbleiterwerkstoffen.
In seltenen Fällen werden die in den Bauelementen verwendeten Halbleiterwerkstoffe selbst als Photohalbleiter bezeichnet.

## Funktionsweise
Treffen Photonen („Lichtteilchen“) auf ein Material, so werden diese in Abhängigkeit vom Material und von der Photonenenergie teilweise absorbiert, reflektiert oder transmittiert. Bei Photohalbleitern wird die Lichtabsorption in einem Halbleitermaterial, wie Germanium oder Silicium, genutzt.
Das für Menschen sichtbare Licht ist elektromagnetische Strahlung im Spektralbereich mit einer Photonenenergie von etwa 1,66 bis 3,26 eV. Damit liegt die Energie von sichtbarem Licht im Bereich der Energiedifferenz von Valenz- und Leitungsband bei Halbleitern (vgl. Bandlücke). Durch die Absorption eines Photons durch Anregung eines Elektrons aus dem Valenzband in das Leitungsband (Innerer photoelektrischer Effekt) stehen zusätzliche Ladungsträger (Elektronen im Leitungsband und Defektelektronen im Valenzband) für den Transport von elektrischem Strom zur Verfügung. Dies führt zu einer erhöhten elektrischen Leitfähigkeit des Halbleiters durch den Lichteinfall (Photoleitung).
Ein zusätzlicher Effekt kann erzielt werden, indem das Licht nicht auf einen undotierten oder gleichmäßig dotierten Bereich, sondern auf den Grenzbereich zwischen zwei unterschiedlich dotierten Bereichen (p-n-Übergang) fällt. An dem Übergang findet neben der Erzeugung von Elektronen-Loch-Paaren durch die Lichtabsorption zusätzlich eine Ladungstrennung statt (photovoltaischer Effekt). Das entstehende elektrische Potentialgefälle kann zur Signalgewinnung (z. B. Photodiode) oder für die Wandlung der Strahlungsenergie in elektrische Energie (z. B. Solarzelle) genutzt werden.

## Anwendung
Die beiden wesentlichen Anwendungsbereiche von Photohalbleitern sind die Messung optischer Signale (Strahlungsdetektor) und die Wandlung der Strahlungsenergie von Licht in elektrische Energie. Der nutzbare Spektralbereich reicht von infrarotem über sichtbares bis zu ultraviolettem Licht.
Halbleiter-Strahlungsdetektoren sind unter anderem der Photowiderstand, die Photodiode und der Phototransistor. Sie werden beispielsweise für Belichtungsmesser bei Photokameras oder als Lichtsensor für Lichtschranken eingesetzt. Im Vergleich zu Photodioden sind Phototransistoren und Photowiderstände wesentlich empfindlicher aber auch langsamer. Für schnelle Signale und für Präzisionsmessungen werden überwiegend Photodioden verwendet.
Eine Vielzahl von Sensorelementen auf einem Chip wird zum Beispiel in CMOS-Sensoren als Bildsensor für Digitalkameras verwendet oder als Photodiodenzeile für optische Messgeräte wie zum Beispiel Spektralphotometer oder spektroskopische Ellipsometer.
Photohalbleiter wie der Optokoppler und der Photothyristor werden in der Elektrotechnik auch zur galvanischen Trennung von Stromkreisen eingesetzt.
Zur direkten Wandlung von Licht in elektrische Energie werden großflächige Photodioden, sogenannte Solarzellen eingesetzt, überwiegend auf Basis von Silicium.